# World Of Broker
World Of Broker (engl. Welt der Börsenhändler; meist WOB abgekürzt) ist ein Rundenbasiertes Strategiespiel. Diese Wirtschaftssimulation ist eine Digitalisierung und Weiterentwicklung des Brett- & Börsenspielklassikers Broker (1961). Es ist als Browserspiel seit 2012 verfügbar.

## Entwicklung
Die Programmierung der Betaversion begann bereits 2008 durch einen BWL-Studenten der Humboldt-Universität zu Berlin. Ziel war eine seminarfähige Simulation zur Visualisierung des Diversifikationsgedanken und Thematisierung der von Harry Max Markowitz begründeten Portfoliotheorie. Im Jahr 2012 war mit der Weiterentwicklung der Software die Geburtsstunde von World Of Broker und dessen Browserversion. Diese ermöglichte den überregionalen Einsatz auch an anderen Universitäten. Heute ist World Of Broker ein bundesweites Lehrprojekt beim Bundesverband der Börsenvereine an deutschen Hochschulen.

## Spielinhalte
World Of Broker ist ein Börsenspiel und eine Wirtschaftssimulation. Die Teilnehmer können mit einem fiktiven Startkapital unterschiedliche Aktien handeln. Durch das Veröffentlichen von Informationen werden die Kurse unmittelbar von den Spielern verändert. Mit diversen Zusatzfunktionen, wie u. a. Aktiensplit, Option (Wirtschaft) und Kapitalerhöhung, können vertiefende Finanzinstrumente simuliert werden. Gespielt wird abwechselnd 10 Runden. Sieger ist der Spieler/ das Team welcher/ es am Ende das wertvollste Depot besitzt.

## Wettbewerbe und Veranstaltungen
Dieses Projekt, anfangs noch mit Das Börsenspiel 2.0 bezeichnet, wurde ab 2010 beim Berliner Börsenkreis e.V. fester Bestandteil des Veranstaltungsprogramms. Im Jahr 2011 richtete der Berliner Börsenkreis e.V. erstmals eine regionale Börsenspielmeisterschaft aus. Dazu konnten die 6 besten Teilnehmer der vorangegangenen Veranstaltungen in einem Finale um den Meistertitel spielen. Heute kann jeder Verein im BVH einmal pro Jahr seinen regionalen Börsenspielmeister ermitteln und einen Teilnehmer für die Deutsche BVH-Börsenspielmeisterschaft benennen.
| Datum      | Region      | Austragungsort               | Börsenspielmeister               | Veranstalter                                              |
| ---------- | ----------- | ---------------------------- | -------------------------------- | --------------------------------------------------------- |
| 06.12.2011 | Berlin      | TU Berlin                    | Olaf Noske                       | Berliner Börsenkreis e.V.                                 |
| 18.12.2012 | Berlin      | TU Berlin                    | Igor Kissel                      | Berliner Börsenkreis e.V.                                 |
| 17.12.2013 | Berlin      | TU Berlin                    | Jan Fuchs                        | Berliner Börsenkreis e.V.                                 |
| 18.11.2014 | Halle       | Universität Halle-Wittenberg | Alexander Jähnke                 | Akademischer Börsenkreis, Universität Halle e.V.          |
| 29.11.2014 | Deutschland | Börse Frankfurt              | Martin Kummann                   | Bundesverband der Börsenvereine an deutschen Hochschulen  |
| 16.12.2014 | Berlin      | TU Berlin                    | Julian Hagenlücke                | Berliner Börsenkreis e.V.                                 |
| 19.09.2015 | Deutschland | Messe Frankfurt              | Christian Püschel                | Bundesverband der Börsenvereine an deutschen Hochschulen  |
| 30.09.2015 | Deutschland | Universität Hamburg          | Piet Stange                      | Hanseatischer Börsenkreis der Universität zu Hamburg e.V. |
| 25.06.2016 | Deutschland | Universität Hannover         | Tim Zimmer & Christian Burkhardt | Bundesverband der Börsenvereine an deutschen Hochschulen  |
| 01.07.2017 | Deutschland | Hochschule Augsburg          | Julian Müller                    | Bundesverband der Börsenvereine an deutschen Hochschulen  |

## Auszeichnungen
- Bundesverband der Börsenvereine an deutschen Hochschulen BVH-Preis 2013[2] für die Förderung der Aktienkultur in Deutschland